# Apristurus sinensis
Apristurus sinensis е вид пилозъба акула от семейство Scyliorhinidae.

## Разпространение
Видът е разпространен в Китай.

## Описание
На дължина достигат до 42 cm.